# 淡水沼澤

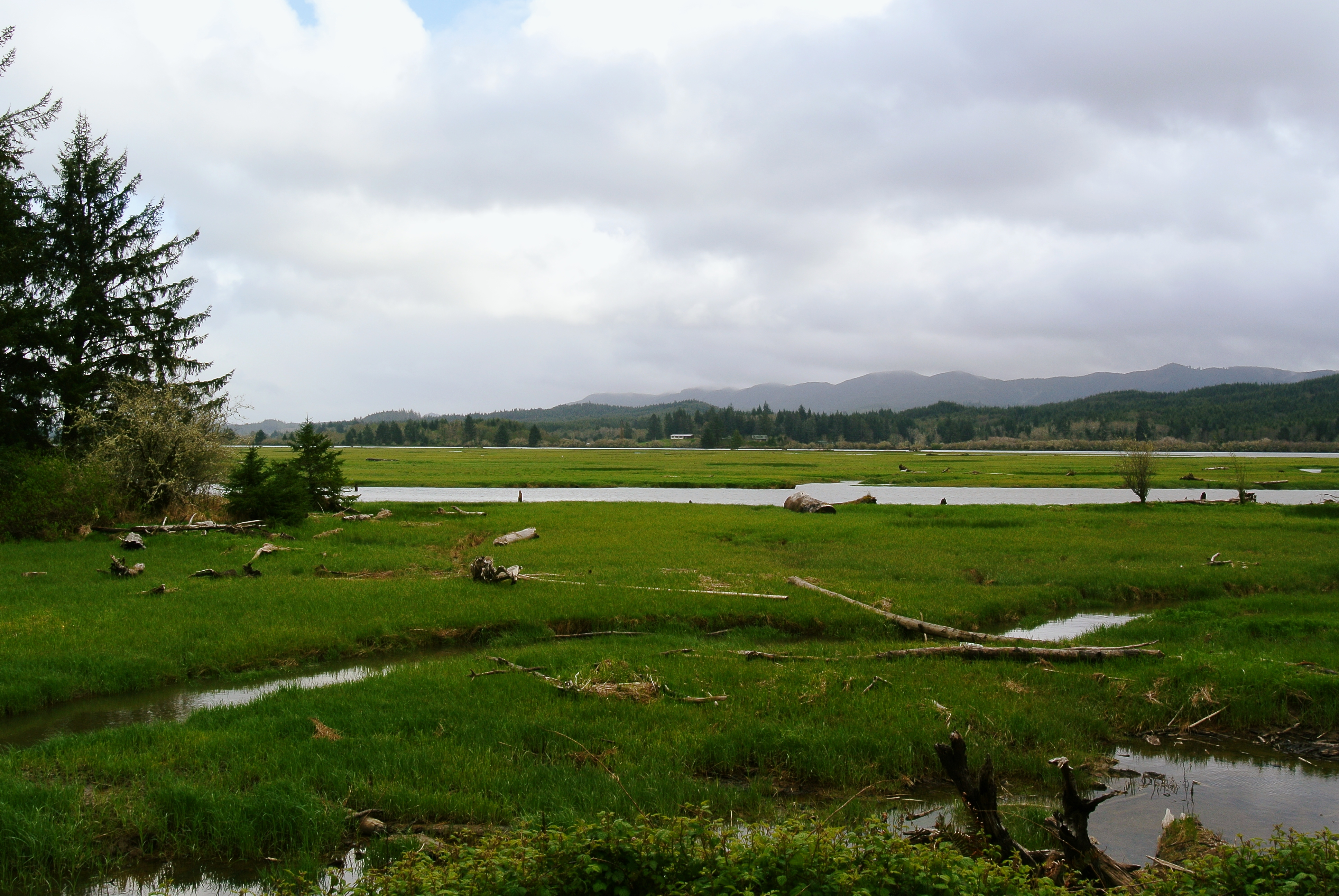
美國華盛頓州納西爾河的淡水沼澤

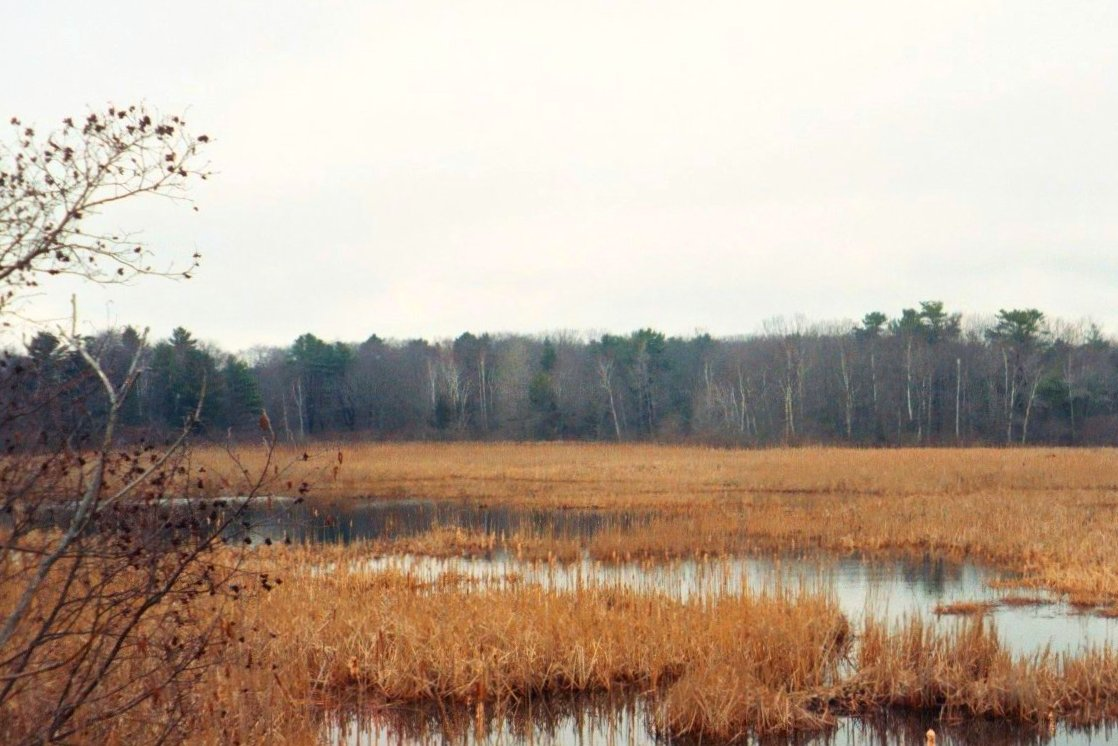
美國緬因州基特里的淡水沼澤

淡水沼澤（英語：Freshwater marsh）為含有淡水的草沼，多半發現於河口地帶及排水性較差的低窪地區。相對於淡水沼澤，鹽鹼灘為位於潮間帶地區的濕地沼澤，時常有海水潮汐沖刷。
淡水沼澤為非潮沼的生物群系，不具有泥炭（和酸性泥炭沼澤及礦質泥炭沼澤不同，這兩種沼澤富含有大量的泥炭土），多半分布於美國墨西哥灣沿岸地區，尤其是佛羅里達州。淡水沼澤分為兩種：礦質淡水沼澤與非礦質淡水沼澤。礦質淡水沼澤的主要水來源為地下水、溪流與地表逕流。非礦質淡水沼澤的主要水來源則為降雨居多。淡水沼澤為中性pH值的生態系統，具有豐富的生物多樣性。常見的鳥類物種包括：鴨、雁、天鵝、鳴禽、燕、秧雞。積水較深的沼澤生存有多種魚類，包括：白斑狗魚及鯉魚。常見的植物則包括香蒲、睡蓮、茨菰與燈心草。
佛羅里達大沼澤地是世界上最大的淡水沼澤.，位於佛羅里達州南方且佔地超過4,200平方英里（11,000平方）。